# 元信尭
元信 尭（もとのぶ たかし、1944年7月30日－1999年7月15日）は、日本の政治家。元日本社会党衆議院議員（2期）。

## 来歴
兵庫県出身。1967年、東京水産大学卒。翌年、静岡県水産試験場技師。1975年、浜松市議会議員を経て、1983年の総選挙で旧静岡3区から立候補して初当選。1986年の総選挙で落選したが、1990年の総選挙で復帰、1993年の総選挙で落選した。通算2期務めた。落選後、いちご研究所所長に就任した。